# Filippinyi Éva
Filippinyi Éva (Gyula, 1947. december 20. – Budapest, 2016. szeptember) magyar rádiós szerkesztő-riporter, műsorvezető.

## Élete
1976-ban diplomázott a Juhász Gyula Tanárképző Főiskola magyar-történelem szakán. 1976 és 1977 között a Magyar Rádió ifjúsági osztályának riportere, 1980 és 1991 között az irodalmi osztály szerkesztő-riportere volt.
1991–1995 között Deutsche Welle rádió külső munkatársaként Stuttgartban kulturális tudósítóként működött, majd a Magyar Rádió Irodalmi Főszerkesztőségének szerkesztő-riportere, 2011-től pedig a Médiaszolgáltatás-támogató és Vagyonkezelő Alap (MTVA) Kulturális Főszerkesztősége kiemelt szerkesztője volt.

## Rádiós munkái

### Önálló műsorai
- Társalgó
- Könyvről könyvért
- Tanít a táj
- Irodalmi Élet-Képek
- Irodalmi figyelő
- Esti séta
- Arcvonások
- Vers napról napra
- Beszélgetés Nagy Gábor költővel a Bella István-díj átadásakor (Merítés), MR1-Kossuth Rádió, 2009. jan. 28. 8 óra 40'

### Szerkesztőként
- A Nagy Fehér Ház városa - Wurzell Gábor novellája, r: Sárospataki Zsuzsanna (2005)
- Szárnyaszegett mondatok - Szlovákiai magyar szép versek 2005, r.: Sárospataki Zsuzsanna (2005)

## Könyvei

### Szerzőtársként
- Olvasó nép 1985/2. VII. évfolyam,  2. szám, Lapkiadó Vállalat, Budapest

ISBN 963-207-951-5
- Egy műfaj tündöklése… Magyar Versmondók Egyesülete, 1992 ISBN 963-9126-58-6

### Szerkesztései
- Margit című névnapkönyv (Helikon Kiadó, Budapest, 1989)
- Palócföld 2001. december (Különszám) Balassi Bálint Megyei Könyvtár
- Európai utasok című műsor és könyv (2004)
- Európai utasok – A vasfüggönyön innen és túl (Magyar Rádió Rt., 2004, ISBN 963-7058-40-0)

## Elismerései
- 2015 Táncsics Mihály-díj